# Thamnistes aequatorialis
El batará café oriental (Thamnistes aequatorialis),  es una especie (o el grupo de subespecies T. anabatinus aequatorialis, dependiendo de la clasificación adoptada) de ave paseriforme de la familia Thamnophilidae. Es nativa de la región andina del noroeste y oeste de Sudamérica.

## Distribución y hábitat
Se distribuye de forma disjunta desde el extremo noroeste de Venezuela, hacia el sur por Colombia, Ecuador, hasta el norte de Perú. Si se considera a la especie Thamnistes rufescens como parte de este grupo, se extiende hasta el centro oeste de Bolivia.
Es un hormiguero arborícola, que habita en selvas húmedas de piedemonte y montanas, hasta los 1700 m de altitud. Prefiere el dosel y subdosel de la selva y también crecimientos secundarios altos.

## Sistemática

### Descripción original
La especie T. aequatorialis fue descrita por primera vez por el zoólogo británico Philip Lutley Sclater en 1862 bajo el mismo nombre científico; la localidad tipo es: « Río Napo, Ecuador».

### Etimología
El nombre genérico «Thamnistes» deriva del griego «thamnos»: arbusto, matorral, e «hizō»: sentarse; significando «que permanece en los arbustos»; y el nombre de la especie «aequatorialis», deriva del latín y se refiere al país de la localidad tipo, Ecuador.

### Taxonomía
La especie Thamnistes rufescens fue considerada una subespecie de Thamnistes anabatinus hasta que los estudios de vocalización de Isler & Whitney (2017) demostraron diferencias significativas en el canto y en los llamados, justificando su separación, lo que fue aprobado en la Propuesta N° 758 al Comité de Clasificación de Sudamérica, y listado por las clasificaciones del Congreso Ornitológico Internacional (IOC) y Clements Checklist v.2018. Los autores también sugieren la posibilidad de que la subespecie Thamnistes anabatinus aequatorialis también sea una especie separada, dependiendo de más estudios.
A pesar de sugerido que la presente podría tratarse de una especie separada, es tratada hasta ahora como una subespecie de Thamnistes anabatinus. Sin embargo algunos autores, como Aves del Mundo (HBW) y Birdlife International (BLI), consideran al grupo andino T. anabatinus aequatorialis (junto a las subespecies gularis y rufescens) como especie separada, con base en diferencias morfológicas y de vocalización.
Las principales diferencias morfológicas apuntadas por HBW para justificar la separación son: alas y cola mucho más largas; corona y partes superiores más oscuras, más oliva; y garganta más amarilla. El canto lleva más tiempo para alcanzar la frecuencia más alta, generalmente con más notas, y la frecuencia máxima algo más alta.

### Subespecies
Según la clasificación Aves del Mundo se reconocen tres subespecies, con su correspondiente distribución geográfica:
- Thamnistes aequatorialis gularis Phelps, Sr & Phelps, Jr, 1956 – extremo noroeste de Venezuela (Táchira), posiblemente se extienda en el noreste de Colombia.
- Thamnistes aequatorialis aequatorialis Sclater, 1862 – piedemonte de los Andes orientales de Colombia (excepto tal vez en el noreste), Ecuador y extremo norte de Perú (al norte del río Marañón en el norte de Amazonas).
- Thamnistes aequatorialis rufescens Cabanis, 1873 – piedemonte oriental de los Andes desde Perú (al sur del río Marañón) hacia el sur hasta el oeste y centro de Bolivia (La Paz, Cochabamba).